# 1re étape du Tour d'Espagne 2021
Pour un article plus général, voir Tour d'Espagne 2021.
La 1re étape du Tour d'Espagne 2021 se déroule le samedi 14 août 2021, sous la forme d'un contre-la-montre dans la ville de Burgos, sur une distance de 7,1 km.

## Déroulement de la course
La Vuelta commence par un court contre-la-montre individuel à Burgos. Alex Aranburu (Astana-Premier Tech) reste en tête pendant la majeure partie de la journée après avoir réalisé un temps de 8 minutes et 38 secondes. Plusieurs coureurs se rapprochent du temps d'Aranburu, mais seul Primož Roglič (Team Jumbo-Visma), le dernier coureur sur la rampe de départ et le double tenant du titre, parvient à le battre. Roglič réalise un temps de 8 minutes et 32 secondes, soit six secondes plus rapide qu'Aranburu, pour prendre le premier maillot rouge de la course.

## Résultats

### Classement de l'étape
| \| Classement de l'étape \| Classement de l'étape \| Classement de l'étape \| Classement de l'étape \| Classement de l'étape \| \| Coureur \| Coureur \| Pays \| Équipe \| Temps \| \| --------------------- \| --------------------- \| --------------------- \| --------------------- \| --------------------- \| \| 1er \| Primož Roglič \| Slovénie \| Jumbo-Visma \| 8 min 32 s \| \| 2e \| Alex Aranburu \| Espagne \| Astana-Premier Tech \| + 6 s \| \| 3e \| Jan Tratnik \| Slovénie \| Bahrain Victorious \| + 8 s \| \| 4e \| Thomas Scully \| Nouvelle-Zélande \| EF Education-Nippo \| + 10 s \| \| 5e \| Josef Černý \| Tchéquie \| Deceuninck-Quick Step \| + 10 s \| \| 6e \| Dylan van Baarle \| Pays-Bas \| Ineos Grenadiers \| + 11 s \| \| 7e \| Andrea Bagioli \| Italie \| Deceuninck-Quick Step \| + 12 s \| \| 8e \| Lawson Craddock \| États-Unis \| EF Education-Nippo \| + 13 s \| \| 9e \| Michael Matthews \| Australie \| BikeExchange \| + 14 s \| \| 10e \| Aleksandr Vlasov \| Russie \| Astana-Premier Tech \| + 14 s \| |                  |                  |                       |            |
| |                  |                  |                       |            |
| Source : ProCyclingStats |                  |                  |                       |            |
| Classement de l'étape |                  |                  |                       |            |
| Coureur | Coureur          | Pays             | Équipe                | Temps      |
| 1er | Primož Roglič    | Slovénie         | Jumbo-Visma           | 8 min 32 s |
| 2e | Alex Aranburu    | Espagne          | Astana-Premier Tech   | + 6 s      |
| 3e | Jan Tratnik      | Slovénie         | Bahrain Victorious    | + 8 s      |
| 4e | Thomas Scully    | Nouvelle-Zélande | EF Education-Nippo    | + 10 s     |
| 5e | Josef Černý      | Tchéquie         | Deceuninck-Quick Step | + 10 s     |
| 6e | Dylan van Baarle | Pays-Bas         | Ineos Grenadiers      | + 11 s     |
| 7e | Andrea Bagioli   | Italie           | Deceuninck-Quick Step | + 12 s     |
| 8e | Lawson Craddock  | États-Unis       | EF Education-Nippo    | + 13 s     |
| 9e | Michael Matthews | Australie        | BikeExchange          | + 14 s     |
| 10e | Aleksandr Vlasov | Russie           | Astana-Premier Tech   | + 14 s     |

## Classements à l'issue de l'étape

### Classement général
| \| Classement général \| Classement général \| Classement général \| Classement général \| Classement général \| \| Coureur \| Coureur \| Pays \| Équipe \| Temps \| \| ------------------ \| ------------------ \| ------------------ \| --------------------- \| ------------------ \| \| 1er \| Primož Roglič \| Slovénie \| Jumbo-Visma \| 8 min 32 s \| \| 2e \| Alex Aranburu \| Espagne \| Astana-Premier Tech \| + 6 s \| \| 3e \| Jan Tratnik \| Slovénie \| Bahrain Victorious \| + 8 s \| \| 4e \| Thomas Scully \| Nouvelle-Zélande \| EF Education-Nippo \| + 10 s \| \| 5e \| Josef Černý \| Tchéquie \| Deceuninck-Quick Step \| + 10 s \| \| 6e \| Dylan van Baarle \| Pays-Bas \| Ineos Grenadiers \| + 11 s \| \| 7e \| Andrea Bagioli \| Italie \| Deceuninck-Quick Step \| + 12 s \| \| 8e \| Lawson Craddock \| États-Unis \| EF Education-Nippo \| + 13 s \| \| 9e \| Michael Matthews \| Australie \| BikeExchange \| + 14 s \| \| 10e \| Aleksandr Vlasov \| Russie \| Astana-Premier Tech \| + 14 s \| |                  |                  |                       |            |
| |                  |                  |                       |            |
| Source : ProCyclingStats |                  |                  |                       |            |
| Classement général |                  |                  |                       |            |
| Coureur | Coureur          | Pays             | Équipe                | Temps      |
| 1er | Primož Roglič    | Slovénie         | Jumbo-Visma           | 8 min 32 s |
| 2e | Alex Aranburu    | Espagne          | Astana-Premier Tech   | + 6 s      |
| 3e | Jan Tratnik      | Slovénie         | Bahrain Victorious    | + 8 s      |
| 4e | Thomas Scully    | Nouvelle-Zélande | EF Education-Nippo    | + 10 s     |
| 5e | Josef Černý      | Tchéquie         | Deceuninck-Quick Step | + 10 s     |
| 6e | Dylan van Baarle | Pays-Bas         | Ineos Grenadiers      | + 11 s     |
| 7e | Andrea Bagioli   | Italie           | Deceuninck-Quick Step | + 12 s     |
| 8e | Lawson Craddock  | États-Unis       | EF Education-Nippo    | + 13 s     |
| 9e | Michael Matthews | Australie        | BikeExchange          | + 14 s     |
| 10e | Aleksandr Vlasov | Russie           | Astana-Premier Tech   | + 14 s     |

| Classement par points | Classement par points | Classement par points | Classement par points | Classement par points |
| Coureur               | Coureur               | Pays                  | Équipe                | Points                |
| --------------------- | --------------------- | --------------------- | --------------------- | --------------------- |
| 1er                   | Primož Roglič         | Slovénie              | Jumbo-Visma           | 20 pts                |
| 2e                    | Alex Aranburu         | Espagne               | Astana-Premier Tech   | 17 pts                |
| 3e                    | Jan Tratnik           | Slovénie              | Bahrain Victorious    | 15 pts                |
| 4e                    | Thomas Scully         | Nouvelle-Zélande      | EF Education-Nippo    | 13 pts                |
| 5e                    | Josef Černý           | Tchéquie              | Deceuninck-Quick Step | 11 pts                |
| 6e                    | Dylan van Baarle      | Pays-Bas              | Ineos Grenadiers      | 10 pts                |
| 7e                    | Andrea Bagioli        | Italie                | Deceuninck-Quick Step | 9 pts                 |
| 8e                    | Lawson Craddock       | États-Unis            | EF Education-Nippo    | 8 pts                 |
| 9e                    | Michael Matthews      | Australie             | BikeExchange          | 7 pts                 |
| 10e                   | Aleksandr Vlasov      | Russie                | Astana-Premier Tech   | 6 pts                 |

| Classement par points | Classement par points | Classement par points | Classement par points | Classement par points |
| Coureur               | Coureur               | Pays                  | Équipe                | Points                |
| --------------------- | --------------------- | --------------------- | --------------------- | --------------------- |
| 1er                   | Primož Roglič         | Slovénie              | Jumbo-Visma           | 20 pts                |
| 2e                    | Alex Aranburu         | Espagne               | Astana-Premier Tech   | 17 pts                |
| 3e                    | Jan Tratnik           | Slovénie              | Bahrain Victorious    | 15 pts                |
| 4e                    | Thomas Scully         | Nouvelle-Zélande      | EF Education-Nippo    | 13 pts                |
| 5e                    | Josef Černý           | Tchéquie              | Deceuninck-Quick Step | 11 pts                |
| 6e                    | Dylan van Baarle      | Pays-Bas              | Ineos Grenadiers      | 10 pts                |
| 7e                    | Andrea Bagioli        | Italie                | Deceuninck-Quick Step | 9 pts                 |
| 8e                    | Lawson Craddock       | États-Unis            | EF Education-Nippo    | 8 pts                 |
| 9e                    | Michael Matthews      | Australie             | BikeExchange          | 7 pts                 |
| 10e                   | Aleksandr Vlasov      | Russie                | Astana-Premier Tech   | 6 pts                 |

| Classement de la montagne | Classement de la montagne | Classement de la montagne | Classement de la montagne | Classement de la montagne |
| Coureur                   | Coureur                   | Pays                      | Équipe                    | Points                    |
| ------------------------- | ------------------------- | ------------------------- | ------------------------- | ------------------------- |
| 1er                       | Sepp Kuss                 | États-Unis                | Jumbo-Visma               | 3 pts                     |
| 2e                        | Sep Vanmarcke             | Belgique                  | Israel Start-Up Nation    | 2 pts                     |
| 3e                        | Rui Oliveira              | Portugal                  | UAE Team Emirates         | 1 pt                      |

| Classement de la montagne | Classement de la montagne | Classement de la montagne | Classement de la montagne | Classement de la montagne |
| Coureur                   | Coureur                   | Pays                      | Équipe                    | Points                    |
| ------------------------- | ------------------------- | ------------------------- | ------------------------- | ------------------------- |
| 1er                       | Sepp Kuss                 | États-Unis                | Jumbo-Visma               | 3 pts                     |
| 2e                        | Sep Vanmarcke             | Belgique                  | Israel Start-Up Nation    | 2 pts                     |
| 3e                        | Rui Oliveira              | Portugal                  | UAE Team Emirates         | 1 pt                      |

| Classement du meilleur jeune | Classement du meilleur jeune | Classement du meilleur jeune | Classement du meilleur jeune | Classement du meilleur jeune |
| Coureur                      | Coureur                      | Pays                         | Équipe                       | Temps                        |
| ---------------------------- | ---------------------------- | ---------------------------- | ---------------------------- | ---------------------------- |
| 1er                          | Andrea Bagioli               | Italie                       | Deceuninck-Quick Step        | 8 min 44 s                   |
| 2e                           | Aleksandr Vlasov             | Russie                       | Astana-Premier Tech          | + 2 s                        |
| 3e                           | Clément Champoussin          | France                       | AG2R Citroën Team            | + 8 s                        |
| 4e                           | Pavel Sivakov                | Russie                       | Ineos Grenadiers             | + 10 s                       |
| 5e                           | Gino Mäder                   | Suisse                       | Bahrain Victorious           | + 11 s                       |
| 6e                           | Florian Vermeersch           | Belgique                     | Lotto-Soudal                 | + 13 s                       |
| 7e                           | Simon Carr                   | Royaume-Uni                  | EF Education-Nippo           | + 13 s                       |
| 8e                           | Kevin Geniets                | Luxembourg                   | Groupama-FDJ                 | + 14 s                       |
| 9e                           | Egan Bernal                  | Colombie                     | Ineos Grenadiers             | + 15 s                       |
| 10e                          | Mauri Vansevenant            | Belgique                     | Deceuninck-Quick Step        | + 16 s                       |

| Classement du meilleur jeune | Classement du meilleur jeune | Classement du meilleur jeune | Classement du meilleur jeune | Classement du meilleur jeune |
| Coureur                      | Coureur                      | Pays                         | Équipe                       | Temps                        |
| ---------------------------- | ---------------------------- | ---------------------------- | ---------------------------- | ---------------------------- |
| 1er                          | Andrea Bagioli               | Italie                       | Deceuninck-Quick Step        | 8 min 44 s                   |
| 2e                           | Aleksandr Vlasov             | Russie                       | Astana-Premier Tech          | + 2 s                        |
| 3e                           | Clément Champoussin          | France                       | AG2R Citroën Team            | + 8 s                        |
| 4e                           | Pavel Sivakov                | Russie                       | Ineos Grenadiers             | + 10 s                       |
| 5e                           | Gino Mäder                   | Suisse                       | Bahrain Victorious           | + 11 s                       |
| 6e                           | Florian Vermeersch           | Belgique                     | Lotto-Soudal                 | + 13 s                       |
| 7e                           | Simon Carr                   | Royaume-Uni                  | EF Education-Nippo           | + 13 s                       |
| 8e                           | Kevin Geniets                | Luxembourg                   | Groupama-FDJ                 | + 14 s                       |
| 9e                           | Egan Bernal                  | Colombie                     | Ineos Grenadiers             | + 15 s                       |
| 10e                          | Mauri Vansevenant            | Belgique                     | Deceuninck-Quick Step        | + 16 s                       |

| Classement par équipes | Classement par équipes | Classement par équipes | Classement par équipes |
| Équipe                 | Équipe                 | Pays                   | Temps                  |
| ---------------------- | ---------------------- | ---------------------- | ---------------------- |
| 1re                    | Jumbo-Visma            | Pays-Bas               | 26 min 13 s            |
| 2e                     | Astana-Premier Tech    | Kazakhstan             | + 6 s                  |
| 3e                     | Deceuninck-Quick Step  | Belgique               | + 10 s                 |
| 4e                     | EF Education-Nippo     | États-Unis             | + 11 s                 |
| 5e                     | Bahrain Victorious     | Bahreïn                | + 13 s                 |
| 6e                     | Ineos Grenadiers       | Royaume-Uni            | + 16 s                 |
| 7e                     | Team DSM               | Allemagne              | + 20 s                 |
| 8e                     | UAE Team Emirates      | Émirats arabes unis    | + 22 s                 |
| 9e                     | Movistar Team          | Espagne                | + 26 s                 |
| 10e                    | Bora-Hansgrohe         | Allemagne              | + 41 s                 |

| Classement par équipes | Classement par équipes | Classement par équipes | Classement par équipes |
| Équipe                 | Équipe                 | Pays                   | Temps                  |
| ---------------------- | ---------------------- | ---------------------- | ---------------------- |
| 1re                    | Jumbo-Visma            | Pays-Bas               | 26 min 13 s            |
| 2e                     | Astana-Premier Tech    | Kazakhstan             | + 6 s                  |
| 3e                     | Deceuninck-Quick Step  | Belgique               | + 10 s                 |
| 4e                     | EF Education-Nippo     | États-Unis             | + 11 s                 |
| 5e                     | Bahrain Victorious     | Bahreïn                | + 13 s                 |
| 6e                     | Ineos Grenadiers       | Royaume-Uni            | + 16 s                 |
| 7e                     | Team DSM               | Allemagne              | + 20 s                 |
| 8e                     | UAE Team Emirates      | Émirats arabes unis    | + 22 s                 |
| 9e                     | Movistar Team          | Espagne                | + 26 s                 |
| 10e                    | Bora-Hansgrohe         | Allemagne              | + 41 s                 |

## Abandons
- Aucun abandon.